# Glyphostoma scalarinum
Glyphostoma scalarinum é uma espécie de gastrópode do gênero Glyphostoma, pertencente a família Clathurellidae.